# Dalton Vigh
Dalton Vigh de Souza Valles (ur. 10 lipca 1964 roku w Rio de Janeiro) – brazylijski aktor, znany z wielu telenowel m.in. Dwie twarze (Duas Caras), Malhação czy Klon (O Clone).

## Role

### Telewizja
- 2012: Salve Jorge jako Carlos Flores
- 2012: As Brasileiras jako Fernando, epizod: A Doméstica de Vitória
- 2011: Fina Estampa jako René Velmont
- 2011: Lara com Z jako Klaus Martinez
- 2010: Amor em Quatro Atos jako Lauro, epizod: Meu único defeito foi não saber te amar
- 2010: As Cariocas jako Giuliano, epizod: A Adúltera da Urca
- 2010: Na Forma da Lei jako César Borges, epizod: Não matarás, Olho por Olho
- 2009: S.O.S. Emergência jako Tiago, epizod: Hora de ir pra cama
- 2009: Cinquentinha jako Klaus Martinez
- 2008: Negócio da China jako Otávio
- 2008: Episódio Especial
- 2007: Casos e Acasos jako Manuel, epizod: Ele é Ela, Ela é Ele e Ela ou Eu
- 2007: Dwie twarze (Duas Caras) jako Marconi Ferraço, Adalberto Rangel, Juvenaldo Ferreira
- 2006: O Profeta jako Clóvis Moura
- 2005: Sob Nova Direção jako Maurício, epizod: Massagem pra você
- 2005: Linha Direta Justiça jako Danilo, epizod: O Incêndio do Gran Circus Norte-Americano
- 2004: Começar de Novo jako Johnny
- 2004: Malhação jako Oscar
- 2003 – Casa das Sete Mulheres, A jako Luigi Rosseti
- 2002: Os Normais, epizod: O Normal a Ser Feito
- 2001: Klon (O Clone) jako Said Rachid
- 2000: Vidas Cruzadas jako Lucas
- 1999: Terra Nostra jako Aníbal
- 1999: Andando nas Nuvens jako Cícero
- 1999: Top TV - prezenter
- 1998: Pérola Negra jako Tomás
- 1998: Estrela de Fogo jako Fernão
- 1997: Os Ossos do Barão jako Luigi
- 1996 – Xica da Silva jako Expedito
- 1995 – Tocaia Grande jako Venturinha

### Film
- 1994: O Porão
- 1999: Por Trás do Pano
- 2004: Vida de Menina
- 2004: Mais uma Vez Amor
- 2006: Mulheres do Brasil
- 2011: Corpos Celestes

### Teatr
- A Semente
- Futuro do Pretérito
- As Viúvas
- Camila Baker
- Os Sete Gatinhos
- Medeia
- Nunca se Sábado
- A Importância de ser Fiel
- Noite de Reis (Reading)
- Cloaca
- Vamos
- Azul Resplendor